# 공주 우금치 전적
공주 우금치 전적(公州 牛禁峙 戰蹟)은 대한민국 충청남도 공주시 금학동, 우금치 고개에서 동학농민운동의 마지막 격전이 일어났으나, 농민군은 패전한 장소이다. 1994년 3월 17일 대한민국의 사적 제387호로 지정되었다.

## 개요
우금치 고개는 1894년 동학농민군이 관군과 일본군의 연합군을 상대로 최후의 격전을 벌인 장소이다. 공주에서 부여로 넘어가는 견준산 기슭의 고개로 우금고개, 우금재 또는 비우금 고개라고도 부른다.
1894년 9월, 전봉준이 이끄는 동학농민군은 일본군의 경복궁 침범과 경제적 약탈을 규탄하며 반봉건·반외세의 기치를 내걸고 재봉기를 했다. 일단 우금치를 장악하면 중부지역의 거점인 공주 점령의 기선을 잡을 수 있는 중요한 곳이었다. 공주를 중심으로 향후 전쟁을 이끌어 나가려던 동학농민군은 죽검으로 총에 맞서 싸우다 결국 거의 전멸하게 되었다.
우금치 싸움 후, 재기를 노리던 전봉준이 체포되어 이듬해 3월 처형됨으로써 1년 동안 전개된 동학농민전쟁은 막을 내리게 되었다.
동학군의 넋을 달래기 위해 1973년에 이 고개의 동학혁명위령탑이 세워졌으며, 동학농민전쟁 100년이 지난 1994년 우금치는 사적으로 지정되었다. 동학농민전쟁은 비록 뜻을 이루지 못했으나, 역사발전의 큰 계기가 되었다.
우금치는 동학농민군이 반봉건·반외세 기치를 걸고 마지막 항전을 이루어냈던 장소로, 한국 근대사의 한고비를 이루는 무대가 된 뜻깊은 장소이다.

## 같이 보기
- 동학 농민 운동
- 우금치 전투
- 청일 전쟁
- 김개남
- 우금치

## 참고 자료
- 공주 우금치 전적 - 국가유산청 국가유산포털